# Fraueneishockey

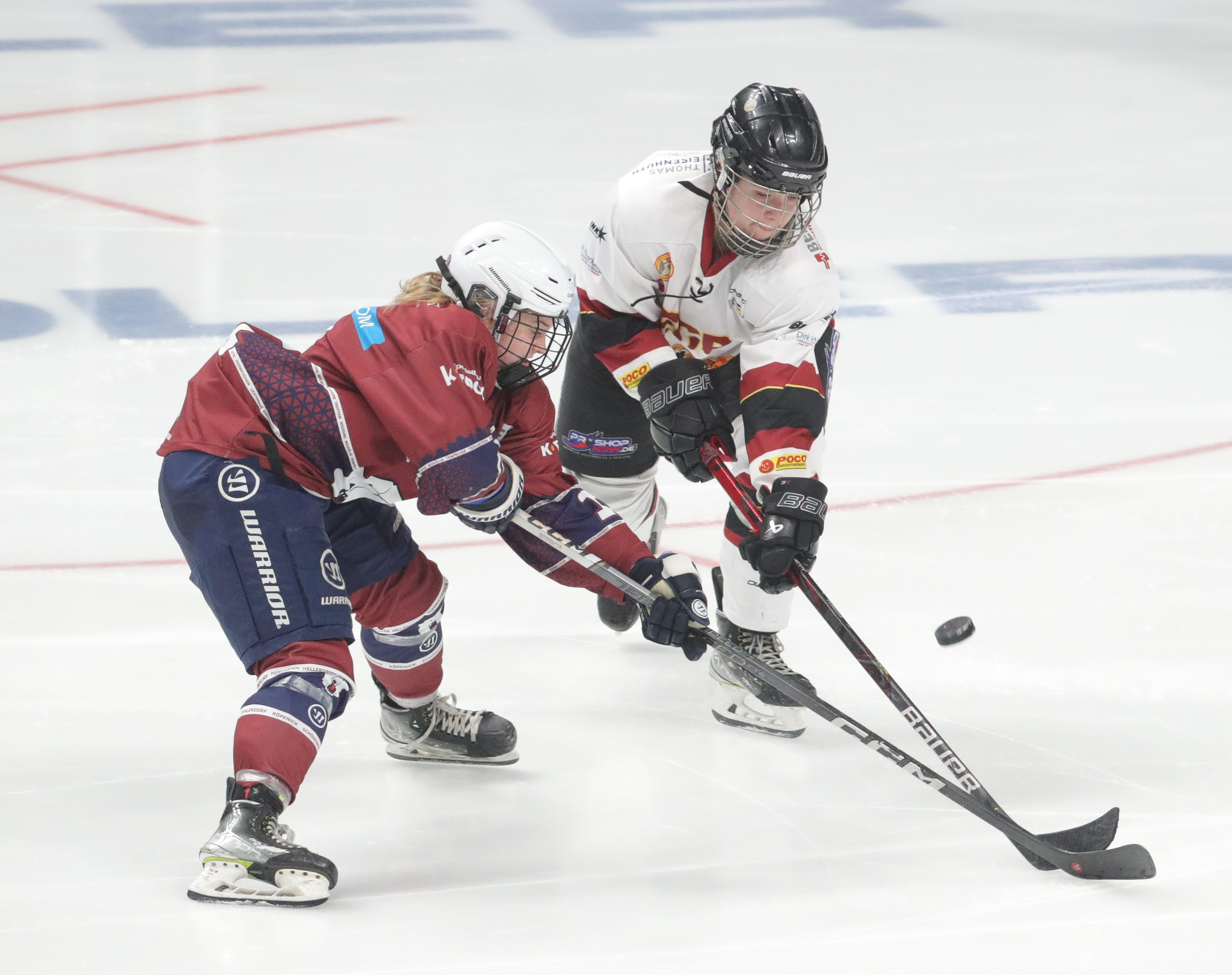
Spiel der Frauen-Bundesliga: Eisbären Juniors Berlin gegen EC Bergkamener Bären im November 2023

Fraueneishockey (in Österreich: „Dameneishockey“) bezeichnet die Sportart Eishockey, wenn sie von Frauen ausgeübt wird.
Nach einer Pionierphase in den 1980er Jahren beschränkt sich die Beliebtheit weitestgehend auf Nordamerika, so dass zuletzt die Streichung aus dem olympischen Programm drohte.
In den USA liegen die Jahresgehälter für Nationalspielerinnen bei $ 68.000 (im Vergleich $ 2,4 Mio. bei den Männern), in der NWHL liegen sie deutlich darunter und wurden aufgrund von Verlusten gar auf die Hälfte gekürzt.

## Geschichte des Fraueneishockeys

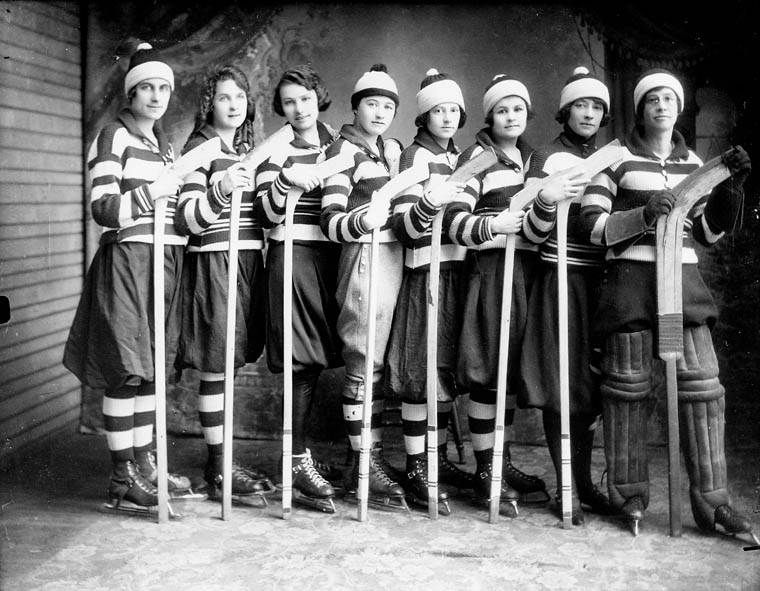
Frauenmannschaft 1921

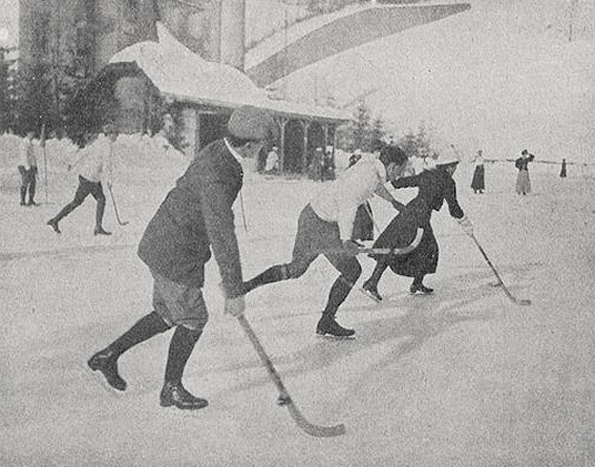
Männer und Frauen beim Spiel in Engelberg, Schweiz 1914

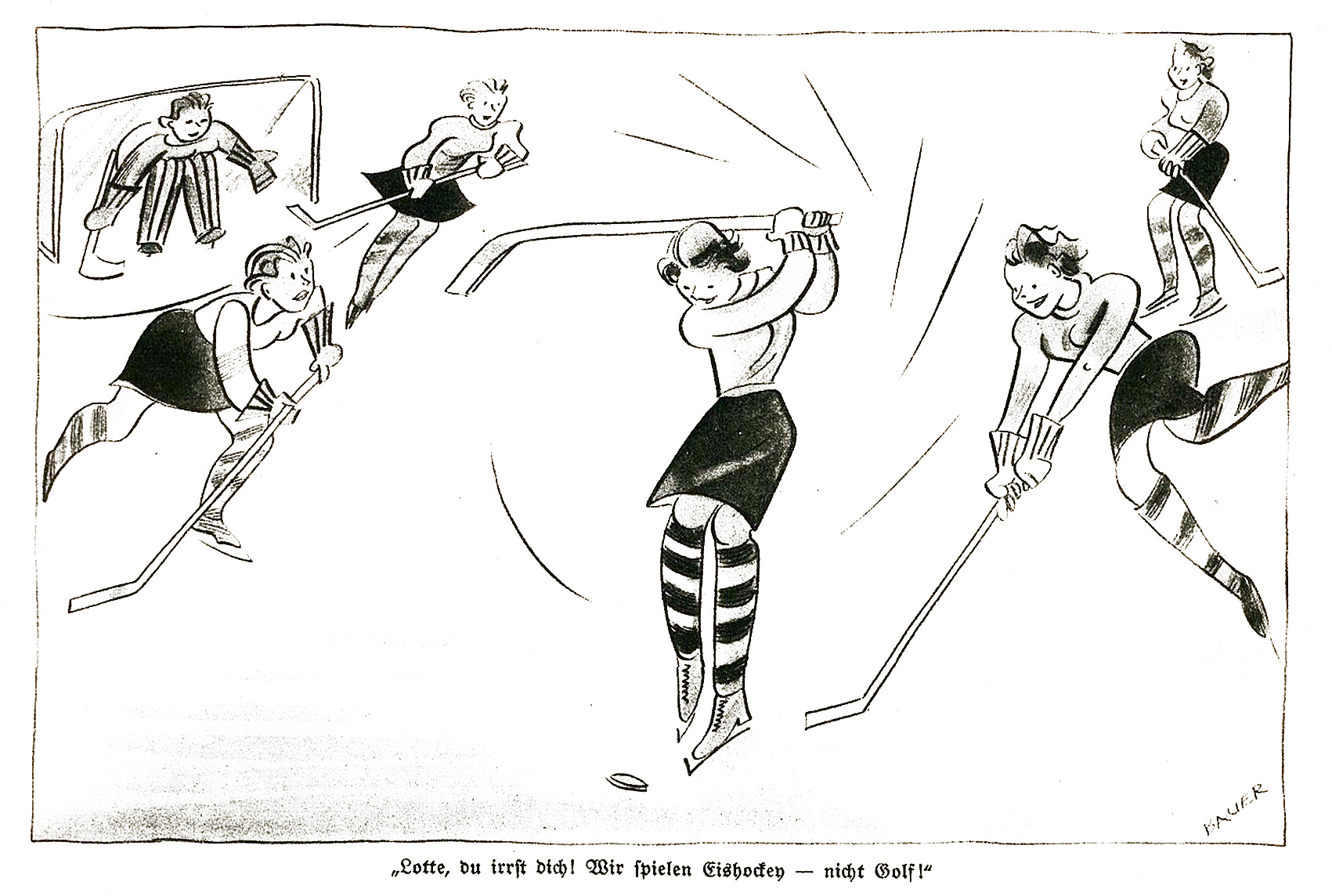
Frauenfeindliche Karikatur in der Nazizeit, 1941

Schon in den Anfängen des Sports wurde Eishockey auch von Frauen ausgeübt. In Kanada wurde 1902 ein erstes Meisterschaftsspiel zwischen Montreal und Trois-Rivieres ausgetragen. 1911 gab es in Berlin Wettspiele zwischen Damen-Eishockey-Mannschaften. In Europa entwickelte sich zuerst in den skandinavischen Ländern Schweden, Finnland, Norwegen und Dänemark ein eigenständiger Ligenbetrieb für die Frauen.
Im Jahr 1923 berichtete Die Woche: „Eishockey-Spielerinnen treten zum 100-Meter-Wettlauf mit einem Fußball an, den sie mit Hife ihres langen Eishockey-Schlägers zum Ziel treiben.“ Das Titelblatt der Fliegenden Blätter Nr. 4407 von 1930 widmet sich dem Fraueneishockey.
1930 wurde auf dem Internationalen Eishockey-Kongress in Chamonix während der Eishockeyweltmeisterschaft eine Entscheidung über die Einführung von Dameneishockey bzw. Wettbewerben für Damenmannschaften vertagt.
In der Nazizeit wurden zahlreiche Sportarten als ungeeignet für Frauen betrachtet, darunter beispielsweise Disziplinen des Turnens, des Ruderns und auch „Eishockey als Frauensport“.
Ähnlich wie bei Frauenfußball hielten sich Vorbehalte in Deutschland und Europa bis in die späten 1970er Jahre, von Eishockeyspiel von Frauen berichtete aus Schweden der Spiegel 1970, eine populärwissenschaftliche Publikation aus der DDR von 1974 über Frauen begründete eine Ablehnung mit dem „geringeren Leistungsvermögen“.
In den 1980ern etablierte sich Fraueneishockey in der Bundesrepublik Deutschland. 1979 wurden die DEC Eishasen Berlin als reiner Frauenverein eingetragen, es folgte 1982 der Eissportclub Darmstadt als erste Gründung mit einer Herren- und einer Damenmannschaft und im selben Jahr die ERC Bob Cats als Abteilung des Mannheimer ERC.
Ebenso in den 1980er Jahren etablierte sich der Sport für Frauen in den Niederlanden, Großbritannien, der Tschechoslowakei und später auch in der Volksrepublik China und Japan. In der Schweiz gibt es ebenfalls seit den 1980er Jahren einen geregelten Meisterschaftsbetrieb, seit 1994 ist dieser in drei Ligen unterteilt.
Für europäische Clubmannschaften existierte zwischen 2004 und 2015 der IIHF European Women Champions Cup, der Europapokal der Landesmeister, dessen Rekordsieger mit jeweils vier Erfolgen AIK Stockholm und Tornado Moskowskaja Oblast sind. Seit 2004 besteht die länderübergreifende European Women’s Hockey League, die seit 2011/12 zusätzlich den EWHL Euro Cup (früher EWHL Super Cup) austrägt, der als höchster Wettbewerb Mitteleuropas gilt.
In Nordamerika wurde Fraueneishockey nach dem Zweiten Weltkrieg in den 1960ern an Universitäten wieder populär, vor allem in der kanadischen Provinz Ontario, später auch in Quebec. Im März 1998 gewannen die Concordia Stingers den ersten nationalen kanadischen Meistertitel. 1999 expandierte die seit 1992 bestehende Central Ontario Women’s Hockey League nach Quebec und änderte den Namen in National Women’s Hockey League (NWHL). 2004 gründete sich die Western Women’s Hockey League (WWHL), an der neben kanadischen auch ein Team aus den USA teilnahm. 2006 spielte die NWHL erstmals den Clarkson Cup aus, der als Pendant des Stanley Cups gestiftet wurde. Die für 2006/07 geplante Fusion von NWHL und WWHL kam nicht zustande, zudem musste die NWHL 2007 den Betrieb einstellen. Die Nachfolge trat die Canadian Women’s Hockey League (CWHL) an. Von 2008 bis 2011 spielten die Sieger von WWHL und CWHL den Clarkson Cup aus, dann stellte auch die WWHL den Spielbetrieb ein. Die CWHL war zwar professionell aufgestellt, die Spielerinnen jedoch weiterhin Amateure.
Erst 2015 gründete sich in den USA mit der National Women’s Hockey League (inzwischen Premier Hockey Federation) die erste Profiliga. 2017 zahlte die CWHL, die inzwischen auch in die USA und nach China expandiert war, erstmal Gehälter an die Spielerinnen. Nach der Saison 2018/19 musste die CWHL jedoch den Betrieb einstellen. Die NWHL nahm für die Saison 2020/21 das erste Team aus Kanada auf. Seit 2019 besteht mit der Professional Women’s Hockey Players Association auch eine Gewerkschaft für Profispielerinnen.

## Internationale Turniere der Frauen
Eines der ersten großen internationalen Turniere in der Geschichte des Fraueneishockeys war das World Women’s Ice Hockey Tournament 1987, das als Vorläufer der ersten Eishockey-Weltmeisterschaft der Frauen 1990 gilt.
Bei den Weltmeisterschaften und olympischen Turnieren dominieren bis heute die Nordamerikanerinnen aus Kanada und den USA. Dabei konnten die Spielerinnen aus Kanada bislang 10 Weltmeisterschaften sowie die olympischen Turniere von Salt Lake City 2002, Turin 2006, Vancouver 2010 und Sotschi 2014 gewinnen. Das Team aus den USA, bei den ersten acht Weltmeisterschaften nur Zweiter, schaffte es dagegen, im ersten olympischen Turnier der Frauen 1998 in Nagano die Kanadierinnen im Finale 3:1 zu besiegen und 2005 und 2008–2011 WM-Gold zu holen.
Von den europäischen Teams schaffte es Finnland, in zehn von 14 Weltmeisterschaften den dritten Platz zu belegen. Wie in einigen anderen Mannschaftssportarten schaffen es auch im Eishockey die Frauen aus der Volksrepublik China, eine größere Rolle als die Herren zu spielen. So standen die chinesischen Frauen 2012 auf Platz 13 der IIHF-Weltrangliste, während die Herren gerade einmal auf Platz 38 rangierten.
Ein wichtiges Fraueneishockeyturnier für Nationalmannschaften ist der Nations Cup, der 2003 als Air Canada Cup gegründet wurde und seither in Deutschland ausgetragen wird.
Platzierungen der Teilnehmer der Top-Division der Weltmeisterschaft sowie der Olympiaturniere (kursiv).
|                     | 19 90 | 19 92 | 19 94 | 19 97 | 19 98 | 19 99 | 20 00 | 20 01 | 20 02 | 20 04 | 20 05 | 20 06 | 20 07 | 20 08 | 20 09 | 20 10 | 20 11 | 20 12 | 20 13 | 20 14 | 20 15 | 20 16 | 20 17 | 20 18 | 20 19 | 20 21 | 20 22 | 20 22 | 20 23 | 20 24 |
| ------------------- | ----- | ----- | ----- | ----- | ----- | ----- | ----- | ----- | ----- | ----- | ----- | ----- | ----- | ----- | ----- | ----- | ----- | ----- | ----- | ----- | ----- | ----- | ----- | ----- | ----- | ----- | ----- | ----- | ----- | ----- |
| Volksrepublik China |       | 5.    | 4.    | 4.    | 4.    | 5.    | 6.    | 6.    | 7.    | 7.    | 6.    |       | 6.    | 8.    | 9.    | 7.    |       |       |       |       |       |       |       |       |       |       | 9.    |       |       | 9.    |
| Dänemark            |       | 7.    |       |       |       |       |       |       |       |       |       |       |       |       |       |       |       |       |       |       |       |       |       |       |       | 10.   | 10.   | 10.   |       | 10.   |
| Deutschland         | 7.    |       | 8.    |       |       | 7.    | 7.    | 5.    | 6.    | 6.    | 5.    | 5.    | 7.    | 9.    |       |       |       | 7.    | 5.    | 6.    | 8.    |       | 4.    |       | 7.    | 8.    |       | 9.    | 8.    | 6.    |
| Finnland            | 3.    | 3.    | 3.    | 3.    | 3.    | 3.    | 3.    | 4.    | 4.    | 3.    | 4.    | 4.    | 4.    | 3.    | 3.    | 3.    | 3.    | 4.    | 4.    | 5.    | 3.    | 4.    | 3.    | 3.    | 2.    | 3.    | 3.    | 6.    | 5.    | 3.    |
| Frankreich          |       |       |       |       |       |       |       |       |       |       |       |       |       |       |       |       |       |       |       |       |       |       |       |       | 10.   |       |       |       | 10.   |       |
| Italien             |       |       |       |       |       |       |       |       |       |       |       | 8.    |       |       |       |       |       |       |       |       |       |       |       |       |       |       |       |       |       |       |
| Japan               | 8.    |       |       |       | 6.    | 9.    | 8.    |       |       | 9.    |       |       |       | 7.    | 8.    |       |       |       |       | 7.    | 7.    | 8.    |       | 6.    | 8.    | 6.    | 6.    | 5.    | 7.    | 8.    |
| Kanada              | 1.    | 1.    | 1.    | 1.    | 2.    | 1.    | 1.    | 1.    | 1.    | 1.    | 2.    | 1.    | 1.    | 2.    | 2.    | 1.    | 2.    | 1.    | 2.    | 1.    | 2.    | 2.    | 2.    | 2.    | 3.    | 1.    | 1.    | 1.    | 2.    | 1.    |
| Kasachstan          |       |       |       |       |       |       |       | 8.    | 8.    |       | 7.    |       | 8.    |       | 6.    |       | 8.    |       |       |       |       |       |       |       |       |       |       |       |       |       |
| Korea               |       |       |       |       |       |       |       |       |       |       |       |       |       |       |       |       |       |       |       |       |       |       |       | 8.    |       |       |       |       |       |       |
| Norwegen            | 6.    | 6.    | 6.    | 8.    |       |       |       |       |       |       |       |       |       |       |       |       |       |       |       |       |       |       |       |       |       |       |       |       |       |       |
| Russland *          |       |       |       | 6.    |       | 6.    | 5.    | 3.    | 5.    | 5.    | 8.    | 6.    |       | 6.    | 5.    | 6.    | 4.    | 6.    | 3.    | DQ    | 4.    | 3.    | 5.    | 4.    | 4.    | 5.    | 5.    |       |       |       |
| Schweden            | 4.    | 4.    | 5.    | 5.    | 5.    | 4.    | 4.    | 7.    | 3.    | 4.    | 3.    | 2.    | 3.    | 5.    | 4.    | 4.    | 5.    | 5.    | 7.    | 4.    | 5.    | 5.    | 6.    | 7.    | 9.    |       | 8.    | 7.    | 6.    | 7.    |
| Schweiz             | 5.    | 8.    | 7.    | 7.    |       | 8.    |       |       |       | 8.    |       | 7.    | 5.    | 4.    | 7.    | 5.    | 6.    | 3.    | 6.    | 3.    | 6.    | 7.    | 7.    | 5.    | 5.    | 4.    | 4.    | 4.    | 4.    | 5.    |
| Slowakei            |       |       |       |       |       |       |       |       |       |       |       |       |       |       |       | 8.    | 7.    | 8.    |       |       |       |       |       |       |       |       |       |       |       |       |
| Tschechien          |       |       |       |       |       |       |       |       |       |       |       |       |       |       |       |       |       |       | 8.    |       |       | 6.    | 8.    |       | 6.    | 7.    | 7.    | 3.    | 3.    | 4.    |
| Ungarn              |       |       |       |       |       |       |       |       |       |       |       |       |       |       |       |       |       |       |       |       |       |       |       |       |       |       |       | 8.    | 9.    |       |
| USA                 | 2.    | 2.    | 2.    | 2.    | 1.    | 2.    | 2.    | 2.    | 2.    | 2.    | 1.    | 3.    | 2.    | 1.    | 1.    | 2.    | 1.    | 2.    | 1.    | 2.    | 1.    | 1.    | 1.    | 1.    | 1.    | 2.    | 2.    | 2.    | 1.    | 2.    |

## Nachwuchs
Einen regulären Spielbetrieb für Nachwuchsmannschaften im Fraueneishockey gibt es erst in wenigen Ländern. Auch hier nehmen die nordamerikanischen Länder eine besondere Rolle ein. So gibt es in Kanada und den USA reguläre Nachwuchsligen, während etwa in Schweden in erster Linie Turniere von Regionalmannschaften stattfinden. 2007 veranstaltete die Internationale Eishockey-Föderation ein Einladungsturnier vor allem für europäische U18-Frauenmannschaften, das für die Einführung der U18-Weltmeisterschaft 2008 als Qualifikationsturnier galt. Hier dominierten erwartungsgemäß die Nordamerikanerinnen: Erste Weltmeisterinnen wurden die USA, gefolgt von Kanada, während der dritte Platz überraschend von Tschechien eingenommen wurde.
In Deutschland dürfen Spielerinnen nach den Durchführungsbestimmungen der Saison 2006/07 im Jungen-Spielbetrieb in derselben Altersklasse oder einer Altersklasse tiefer eingesetzt werden.

## Stars des Fraueneishockeys
Die erste Profi-Eishockeyspielerin war Karen Koch, die in der Saison 1969/70 das Tor der Marquette Iron Rangers in der United States Hockey League hütete. Koch erhielt 40 US$ pro Spiel.
Manon Rhéaume stand 1992 als erste Frau in einem NHL-Team. Dabei kam die Torhüterin allerdings nur in einem Vorbereitungsspiel der Tampa Bay Lightning zum Einsatz.
Anders als in den USA stand bisher keine Frau in der höchsten Spielklasse der Männer unter Vertrag. Maren Valenti, deren Bruder und Neffe ebenfalls Eishockey spielen, durfte 1998 in einem Spiel der DEL bei den Eisbären Berlin als Stürmerin für 53 Sekunden aufs Eis. Darauf folgte ein Vertrag bei den Wölfen Freiburg in der 2. Bundesliga, ebenfalls Männer. Maren Valenti war auch die jüngste Spielerin aller Zeiten, die bei der ersten Frauen A-Weltmeisterschaft 1990 (Ottawa/CAN) als 13-Jährige nominiert wurde.
Darüber hinaus hat Hayley Wickenheiser weltweiten Ruhm erfahren. Viona Harrer ist die erste deutsche Torhüterin, die sich bei einem männlichen Profiverein, nämlich den Tölzer Löwen tätig war.

## Einschränkungen
Im Allgemeinen sind die Regeln beim Fraueneishockey die gleichen wie beim Eishockey der Herren. Trotzdem gibt es seit 1990 Einschränkungen: So dürfen Frauen die Form des Visiers nicht frei wählen, sondern müssen den vollen Gesichtsschutz tragen. Bodychecks sind ihnen bei internationalen Turnieren verboten, was zu viel Stockschlag (slashing) und Haken (hooking) führt. Diese Einschränkungen gelten als unzeitgemäß und werden immer wieder kritisiert.